# Bergerac (region winiarski)

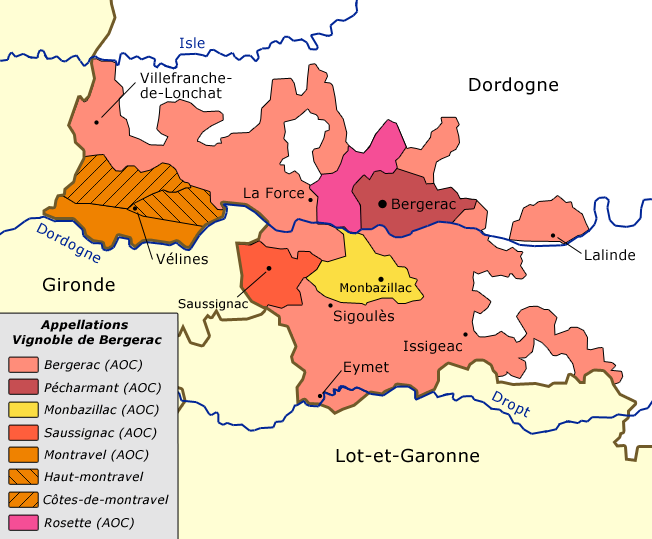
Poszczególne apelacje w regionie winiarskim Bergerac

Bergerac – wino i region winiarski w okolicach miasta Bergerac w południowo-zachodniej Francji, w departamencie Dordogne. Stanowi naturalne przedłużenie Bordeaux w górę rzeki Dordogne, ale zaliczany już jest do winnic Południowego Zachodu (Sud-Ouest). Znajduje to odzwierciedlenie w doborze odmian winorośli i charakterze win. Rocznie produkuje się ok. 360 000 hl win czerwonych (ok. 60%), 23 000 hl różowych i 250 000 hl białych (ok. 40%). Ważną rolę odgrywają słodkie wina z opóźnionych zbiorów (vendanges tardives).

## Klimat i gleby
Region Bergerac znajduje się w strefie wpływów atlantyckich. Klimat cechuje się łagodnymi zimami. Największe opady przypadają na wczesną wiosnę i późną jesień. Lata są przeważnie gorące i suche. Stabilna pogoda panuje nawet do listopada. W dolinie rzeki Dordogne zalega często mgła, sprzyjająca powstawaniu szlachetnej pleśni.
Na prawym brzegu Dordogne, na północ od miasta Bergerac, gleby są zbudowane ze skał osadowych na warstwach kredowego wapienia. Ubogie i przepuszczalne gleby dobrze nadają się pod uprawę czerwonych szczepów winorośli. Najlepsze stanowiska znajdują się w Pécharmant. Bardziej w dół rzeki, blisko granicy z departamentem Żyrondy, podłoże ze skał wapiennych przykryła warstwa czerwonej gliny naniesionej wskutek wietrzenia. Poza doliną rzeki, w regionie Montravel częściej spotyka się molasę, na której rosną winogrona o białej skórce, choć od 2001 apelacją objęto również czerwone wina. Na lewym brzegu rzeki gleby są bardziej zróżnicowane, z warstwami wapienia, molasy i margla, na których rosną m.in. wina apelacji Monbazillac.

## Szczepy winorośli i apelacje
Lista odmian przypomina listę z Bordeaux. Wina czerwone tłoczy się przeważnie z odmian merlot, cabernet sauvignon i cabernet franc, rzadko ze szczepów malbec, fer servadou i mérille. Wytrawne wina białe powstają z winogron sauvignon blanc, a słodsze z sémillon lub muscadelle. Przepisy dopuszczają także szczepy ugni blanc, chenin blanc, ondenc i sauvignon gris.

### Apelacje regionalne
| Apelacja                   | Powierzchnia upraw | Produkcja wina   |
| -------------------------- | ------------------ | ---------------- |
| Bergerac i Bergerac rosé   | 6900 ha            | 365 000 hl       |
| Bergerac sec               | 3400 ha            | 185 000 hl       |
| w tym                      |                    |                  |
| Côtes de Bergerac          |                    | białe i czerwone |
| Côtes de Bergerac moelleux |                    | słodkie białe    |

Wina z regionu noszą nazwy dwóch równoległych apelacji: Bergerac AOC/AOP albo Côtes de Bergerac AOC/AOP. Obie obejmują wina czerwone i białe. Wbrew nazwie różnica między nimi nie dotyczy położenia winnic, z których są pozyskiwane (fr. Côtes oznacza zbocza, wzgórza), ale wymagań jakościowych co do zbiorów i dojrzałości winogron. Dopuszczalna wydajność z hektara wynosi w przypadku apelacji Bergerac 60 hl (wina czerwone) i 67 hl (wina białe). Minimalny poziom cukru w moszczu musi odpowiadać 10,5% alkoholu. Wymagania dla apelacji Côtes de Bergerac są wyższe: wydajność upraw jest ograniczona do 50 hl/ha, a poziom cukru musi odpowiadać 11% alkoholu (wino czerwone) albo 11,5% (białe). Wina słodkie są wytwarzane (wśród tych dwóch) wyłącznie w ramach apelacji Côtes de Bergerac, z oznaczeniem moelleux (słodkie).
Dwie apelacje odpowiadają dwóm różnym stylom wina. Białe i czerwone bergerac jest owocowe i przeznaczone do konsumpcji jako młode. Côtes de Bergerac jest bardziej złożone i lepiej nadaje się do starzenia. W składzie czerwonych win oznaczonych apelacją Bergerac dominuje aksamitny merlot, natomiast w winach côtes de bergerac wyraźniejszy jest wpływ bogatego w taniny szczepu cabernet sauvignon.

### Podapelacje lokalne
| Apelacja           | Powierzchnia winnic | Produkcja wina (2002)              |
| ------------------ | ------------------- | ---------------------------------- |
| Monbazillac        | 2000 ha             | 48 000 hl słodkiego wina białego   |
| Montravel          | 280 ha              | 15 000 hl win białych i czerwonych |
| Côtes-de-Montravel | 60 ha               | 2000 słodkiego wina białego        |
| Haut-Montravel     | 40 ha               | 1600 hl słodkiego wina białego     |
| Pécharmant         | 385 ha              | 19 000 hl wina czerwonego          |
| Rosette            | 22 ha               | 730 hl słodkiego wina białego      |
| Saussignac         | 100 ha              | 1700 hl słodkiego wina białego     |

Lokalnymi apelacjami objęto obszary o wyróżniającym się terroir, pozwalającym na produkcję win o specyficznej charakterystyce. Najważniejszą spośród nich jest licząca 2000 ha winnic apelacja Monbazillac na lewym brzegu Dordogne, jeden z największych we Francji obszarów upraw winogron na wina naturalnie słodkie. Wina monbazillac wytwarza się z tych samych odmian, co słynne sauternes i barsac, jednak wymagania jakościowe są postawione niżej. Wydajność nie może przekraczać 40 hl/ha, lecz winogrona muszą być porażone szlachetną pleśnią i zbierane ręcznie. Pierwszą winnicę założyli w 1080 mnisi z opactwa św. Marcina na wzgórzu o nazwie Mont Bazailhac. Monbazillac zyskało popularność w latach 80. XX wieku, kiedy ceny sauternes szybowały w górę i konsumenci zaczęli szukać dla nich alternatywy.
Znacznie mniejsze są apelacje Saussignac i Rosette. Saussignac stanowi przedłużenie apelacji Monbazillac od zachodniej strony i także jest ośrodkiem produkcji słodkiego, zdolnego do długiego leżakowania (do 15 lat) białego wina. Tamtejsze wina czerwone sprzedaje się pod regionalną apelacją Bergerac AOC. Rosette leży na prawym brzegu Dordogne, na północ od miasta Bergerac. Produkuje się tam słodkie wina przede wszystkim ze szczepu sémillon, przeznaczone jednak do spożycia jako młode.
Wina montravel, z okolic miejscowości Lamothe-Montravel, na zachodzie regionu Bergerac są wytwarzane w ramach trzech apelacji: Montravel, Haut-Montravel i Côtes-de-Montravel. Podobnie jak w Monbazillac, produkowano tutaj tylko słodkie lub botrytyzowane, oleiste i pełne owocowych aromatów wina białe, jednak od 2001 apelacją objęte są również wina czerwone. Jako montravel produkuje się także wytrawne, rześkie i aromatyczne wina białe. Wymagania są podobne jak w apelacji Côtes de Bergerac, przy czym w winnicach powinno znaleźć się po przynajmniej 25% odmian sauvignon blanc i sémillon. Wino czerwone musi składać się w minimum połowie z merlota.
Jedyną apelacją dedykowaną wyłącznie czerwonemu winu w Bergerac jest Pécharmant, obejmująca sprzyjająco położone tereny na północny wschód od stolicy regionu. Obszar apelacji częściowo pokrywa się z ograniczoną do białych win Rosette AOC. Wydajność na poziomie 45 hl/ha zapewnia winu wyrazistą strukturę tanin i bogactwo aromatu. Jest to najbardziej długowieczne wino czerwone w Bergerac. Wino musi być tłoczone z przynajmniej trzech spośród bordoskich odmian cabernet sauvignon, cabernet franc, merlot i malbec.

## Historia
Region winiarski Bergerac tradycyjnie pełnił rolę przejściową między regionem Bordeaux, a położonym w górę rzeki wyżynami. Znaczące niegdyś winnice Périgord zostały spustoszone przez filokserę i nie zostały odtworzone. Historyczne znaczenie regionu Bergerac uchroniło go przed podobnym losem.
Winorośl uprawiano w regionie od czasów rzymskich. W 1255 miasto Bergerac poddało się angielskiej koronie i odtąd dostarczało wino na Wyspy Brytyjskie. Wysunięta pozycja i strategiczne znaczenie zapewniło mu liczne prawa i przywileje. Bergerac miało prawo poboru cła od wina z leżących powyżej terenów, spławianego rzeką Dordogne. Znacznie ważniejszy okazał się przywilej eksportu własnego wina do Nowego Świata pomimo wcześniej udzielonego regionowi Bordeaux prawa. Przywilej został potwierdzony po wycofaniu się Anglików z kontynentu po wojnie stuletniej (1453) i ponownie w 1520 przez Franciszka I Walezjusza. Dzięki temu region nadal czerpał korzyści z handlu z Anglią. W XVI wieku wojny religijne podzieliły region Périgord. W Bergerac przewagę mieli hugenoci, co zaowocowało zacieśnieniem stosunków z Niderlandami. Po unieważnieniu w 1685 edyktu nantejskiego wielu prześladowanych uciekło właśnie do Niderlandów, przez co pozycja wina bergerac na tamtejszym rynku uległa dalszemu wzmocnieniu. Zbytowi win bergerac sprzyjała także popularność słodkich win białych u Holendrów. Wina czerwone nie odgrywały wówczas większej roli i przeważnie wykorzystywano je jako domieszki do innych win, w tym win bordoskich.
Na początku XIX wieku powierzchnia winnic stanowiła dwukrotność powierzchni upraw na początku XXI wieku, jednak średnia wydajność była bardzo niska i wynosiła ok. 9 hl/ha. W latach 1876–1883 filoksera winiec zniszczyła winnice niemal całkowicie. Odtwarzanie upraw rozpoczęto w 1896, kiedy to rozpoczęto nasadzenia na lewym brzegu z wykorzystaniem podkładek odpornych na szkodnika. Tradycyjne obszary upraw ciemnych odmian winorośli na prawym brzegu zostały za to pozostawione odłogiem albo zalesione. Na początku XX wieku, w okresie masowej produkcji tanich win stołowych, roczna produkcja regionu osiągnęła historyczne maksimum 800 000 hektolitrów. Powrotowi do produkcji wina jakościowego sprzyjało nadanie apelacji AOC: Bergerac i Monbazillac w 1936, rok później Montravel, w 1946 Pécharmant i w 1948 Côtes de Montravel. Stosunkowo krótką historią może się poszczycić apelacja Saussignac, nadana w 1982.